# Living Sacrifice
Living Sacrifice est un groupe de death metal chrétien américain, originaire de Little Rock, en Arkansas. En 2015, le groupe compte sept albums tout au long de son activité, dont les trois premiers sont signés sous R.E.X. Records, avec leur premier chanteur Darren Johnson, lorsqu'ils étaient plus orientés thrash metal et death metal.
Par la suite, ils évoluent dans la première veine du metalcore avec Reborn (1997) sous Solid State Records, avec le guitariste Bruce Fitzhugh au chant. En 2003 le groupe se sépare, et leur label, toujours Solid State, produit deux ans plus tard une compilation, In Memoriam. En 2008, Living Sacrifice se reforme et enregistre un EP de deux morceaux, intitulé Death Machine. Juste après, ils se mettent au travail pour l'enregistrement de The Infinite Order, sorti en 2010. ils publient en 2013 leur nouvel album, Ghost Thief.

## Biographie

### Débuts
Living Sacrifice est un des premiers groupes de metal chrétien. Le groupe, dont le nom est tiré du verset de la Bible « Romains 12:1 », est fondé en septembre 1989 par Darren D.J. Johnson (basse/chant), Bruce Fitzhugh (guitare rythmique) et Lance Garvin (batterie). Plus tard, Jason Truby les rejoint à la guitare. Ensemble ils enregistrent une démo, Not Yelding to Ungodly, qu'ils transmettent à Kurt Bachman et Joey Daub, du groupe Believer, qui les met en relation avec le label d'enregistrement R.E.X. Records.

### Années 1990
En 1991, Living Sacrifice sort son premier album, portant le nom du groupe. Enregistré avec R.E.X. Records, l'album est souvent comparé à des grands groupes de thrash célèbres, particulièrement Slayer. En 1992, Le groupe enregistre un deuxième album, Nonexistent, avec lequel ils passent du thrash metal au death metal, et D.J. expérimente une voix death. Malheureusement, les membres du groupe déclarent être très déçus du résultat de l'album, et considèrent que la responsabilité va en grande partie au producteur. En 1994, Living Sacrifice fait paraître un troisième album, Inhabit, considéré par plusieurs comme le plus lourd de tous leur albums parus. Sur Inhabit, D.J. retourne à une approche vocale thrash, plus profonde et plus basse que sur le premier album. Après la faillite de R.E.X. Records, le groupe signe avec Solid State Records, afin d'élargir son public.
Ensuite de cela, D.J. quitte le groupe et Bruce reprend le chant. Le frère de Jason, Chris, rejoint le groupe à la basse. Forts de cette nouvelle formation, Living Sacrifice enregistre Reborn, leur premier album avec Solid State, en 1997. Cet album dénote une redirection stylistique majeure, passant du thrash-death à un mélange de groove metal et de metalcore dans sa veine punk rock de base. Reborn est considéré comme l'album le plus influent de tous les enregistrements de Living Sacrifice, et leur assure un public plus large dans les milieux non-chrétiens. Après cet enregistrement, Chris et Jason quittent le groupe, et Jay Stacy reprend la basse, mais est plus tard remplacé par Arthur Green, fondateur du groupe de mathcore chrétien Eso-Charis. Cory Brandan assure la guitare pour une tournée en Norvège et en Suède, mais est sitôt remplacé par Rocky Gray, qui deviendra par la suite le batteur du groupe Evanescence et We Are the Fallen, ainsi que le cofondateur et guitariste de Soul Embraced (1997). Fin 1999, Matt Putman rejoint Living Sacrifice en tant que percussionniste.

### Années 2000
En 2000, Living Sacrifice enregistre son cinquième album, The Hammering Process, avec un son plus rythmique et plus orienté vers le groove metal. À cette même période, Bruce chante un morceau avec Evanescence, Lies. En 2001, A Tribute to Living Sacrifice est enregistré. L'album contient des morceaux du groupe interprétés par des autres groupes, tels Soul Embraced, Mindrage et Crimson Thorn, ainsi qu'un titre remixé de Living Sacrifice provenant d'un album séparé, Metamorphosis, enregistré en 1993. En 2002, Living Sacrifice reprend le chemin du studio, et le résultat est l'album Conceived In Fire, toujours sous Solid State Records. En 2003, le groupe annule la fin d'une de leur tournées et annonce que Living Sacrifice se sépare. Chacun des membres a d'autres engagements, et tous sentent qu'il est temps de passer à autre chose,.
En mars 2005, la compilation In Memoriam est produite par Solid State. Cet album contient tout de même trois titres inédits, écrits et enregistrés par Lance Garvin, Rocky Gray et Bruce Fitzhugh, deux morceaux de chacun des albums déjà parus, ainsi qu'Enthroned, un ré-enregistrement de 1998 d'un titre paru sur l'album Nonexistent. Les trois nouveaux morceaux sont In Christ, Killers et The Power of God. En 2007, Bruce Fitzhugh collabore avec Demon Hunter sur le titre Sixteen, de l'album Storm the Gates of Hell. En février 2008, Living Sacrifice annonce son retour par le biais de sa page MySpace. Ils annoncent également leur soutien sur la tournée Stronger than Hell de Demon Hunter. En juin 2008, Living Sacrifice enregistre un EP numérique intitulé Death Machine. Le même jour, Bruce Fitzhugh rend public le fait que le groupe travaille sur un nouvel album, qu'ils espèrent faire paraître en 2009. La date est repoussée par Solid State, et The Infinite Order voit le jour en janvier 2010.

### Depuis 2010
La sortie de The Infinite Order entraîne de début d'une tournée, avec le soutien de War of Ages, Shai Hulud et Lionheart. Pour certaines raisons, le guitariste Rocky Gray ne peut pas se produire dans cette tournée, et est remplacé par un ami du groupe. Malgré cela, Rocky Gray demeure toujours un membre permanent de Living Sacrifice. Le groupe assure la tournée de Solid State A Very Metal Christmas Tour en décembre 2010, aux côtés de Becoming the Archetype, The Famine, To Speak of Wolves, et As They Sleep.
En mars 2011, Living Sacrifice poste sur Facebook qu'ils travaillent à l'écriture de nouveaux morceaux. En 2013, après trois ans de tournée, Living Sacrifice publie son huitième album, Ghost Thief, le 12 novembre 2013 sur Solid State Records. La première chanson intitulée The Reaping est publiée le 17 octobre 2013 sur la page YouTube de Solid State. La chanson-titre, Ghost Thief, est publiée le 6 novembre 2013 sur le site web du magazine Revolver.

## Influences et postérité
De nombreux groupes s'inspirent de Living Sacrifice tels que As I Lay Dying. Throwdown, Demon Hunter, Underøath, Haste the Day, Saving Grace, et 7 Horns 7 Eyes.

## Membres

### Membres actuels
- Bruce Fitzhugh - guitare (1989–2003, 2005, depuis 2008), chant (depuis 1997)
- Rocky Gray - guitare, chant (1999–2003, 2005, depuis 2008)
- Arthur Green - basse, chant (1999–2003, depuis 2008)
- Lance Garvin - batterie (1989–2003, 2005, depuis 2008)

### Anciens membres
- Matt Putman - percussions, chant (1999–2003)
- Darren Johnson - chant, basse (1989–1995)
- Jason Truby - guitare (1989–1998)
- Cory Brandan Putman - chant, guitare (1998)
- Chris Truby - basse (1995–1998)
- Jay Stacy - basse (1998–1999)

Chronologie